# Stipa pavlovii
Stipa pavlovii är en gräsart som beskrevs av Kotukhov. Stipa pavlovii ingår i släktet fjädergrässläktet, och familjen gräs. Inga underarter finns listade i Catalogue of Life.